# Capteur de force à résistance

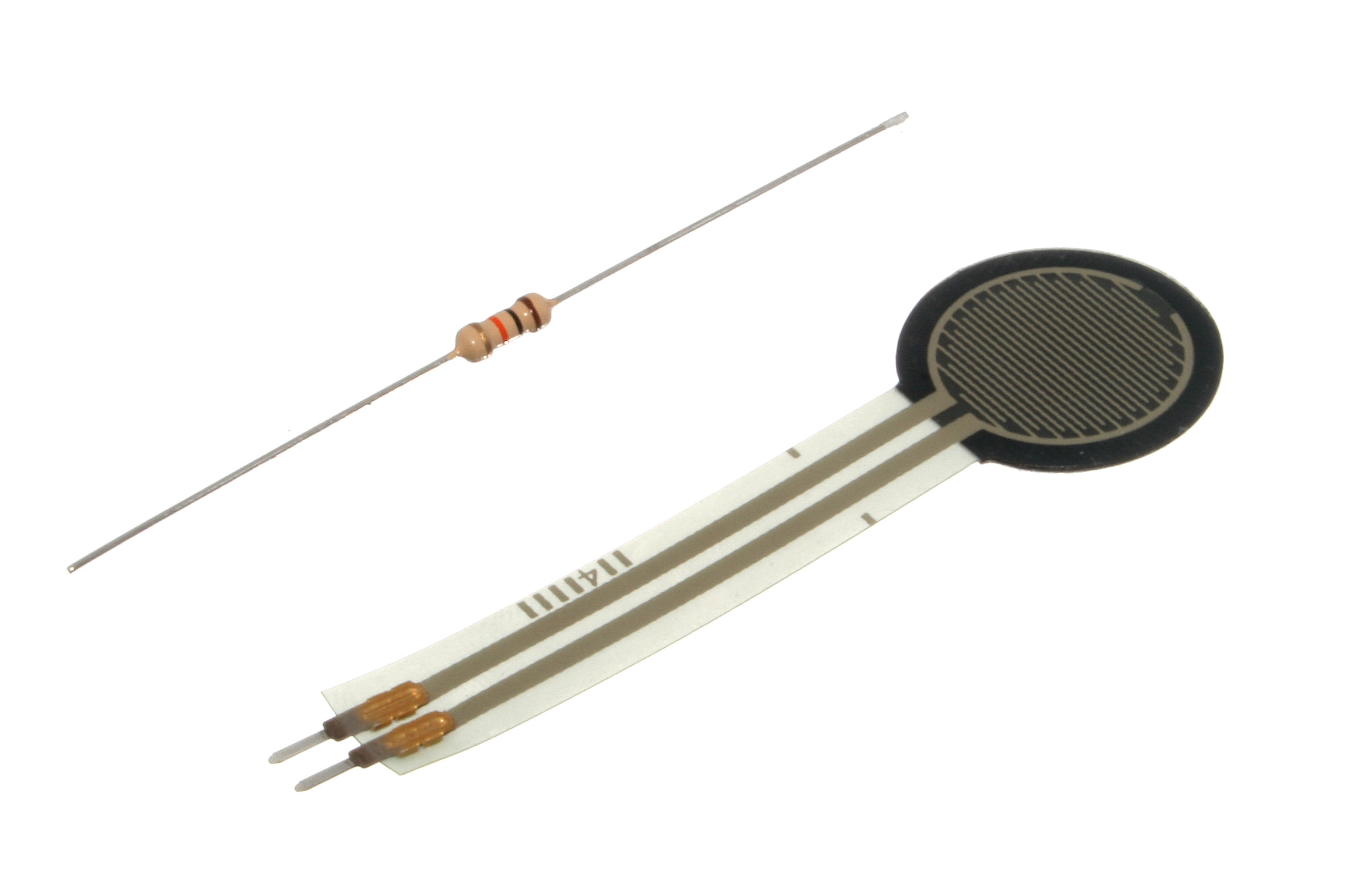
résistance à résistivité constante, en haut
Capteur de force à résistance (en bas)
cliquer sur l'image pour voir les détails du capteur de force.

Une capteur de force à résistance, capteur de force résistif (en anglais : Force-sensing resistor ou FSR) est un capteur de force électronique dont la résistance varie en fonction de la pression qui lui est appliquée.
Elle est constituée d'un polymère conducteur, que ce soit sous forme de surface ou d'encre, dont la propriété de résistance change en fonction de la pression. Pour cela, un mélange de particules conductrices et isolantes est placé dans une matrice et entre en contact avec les électrodes lorsqu'une pression y est appliquée, changeant par la même la résistance du capteur.
Cette technique a pour principaux avantages sa simplicité de mise en œuvre, sa finesse (de l'ordre de 0,5 mm), son faible coût et sa résistance aux chocs. En contrepartie, la précision est basse, avec des divergences de l'ordre de 10 %.
Ce type de capteur est utilisé dans les boutons à force de pression de certains périphériques comme des instruments de musique ou de l'électronique portable.

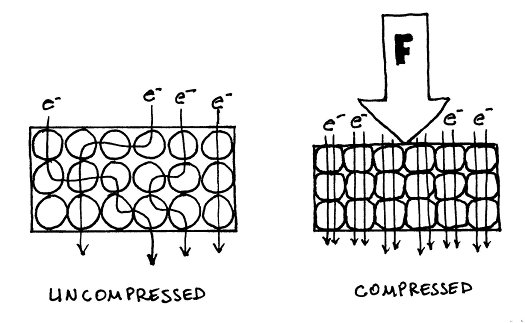
Déplacement des électrons / pression
- Vidéo de démonstration